# Laguna Blanca, Veracruz
Laguna Blanca är en ort i Mexiko.   Den ligger i kommunen Soledad de Doblado och delstaten Veracruz, i den sydöstra delen av landet, 280 km öster om huvudstaden Mexico City. Laguna Blanca ligger 160 meter över havet och antalet invånare är 484.
Terrängen runt Laguna Blanca är lite kuperad, och sluttar österut. Runt Laguna Blanca är det ganska tätbefolkat, med 104 invånare per kvadratkilometer. Närmaste större samhälle är Soledad de Doblado, 4,4 km öster om Laguna Blanca. Omgivningarna runt Laguna Blanca är en mosaik av jordbruksmark och naturlig växtlighet.